# Ahuillé
Ahuillé est une commune française située dans le département de la Mayenne en région Pays de la Loire et peuplée de 1 864 habitants.
La commune fait partie de la province historique du Maine, et se situe dans le Bas-Maine.

## Géographie
Commune de 1 864 habitants, 2 897 hectares dont 250 boisés et 35 urbanisés, membre de la communauté d'agglomération de Laval. Aux portes de la ville, Ahuillé est un village situé à 10 km de Laval, d'accès facile par les routes de Saint-Nazaire, La Guerche-de-Bretagne ou par la départementale 500 qui sillonne des prairies et borde la forêt de Concise (privée). Ahuillé est une localité qui s'est édifiée entre les deux branches du ruisseau de Montigné-le-Brillant (également appelé ruisseau de la Paillardière), affluent du Vicoin, à une altitude qui varie de 80 à 90 m. Son territoire est ombragé, dans sa partie nord, par la forêt de Concise qui recouvre un renflement qui culmine à 119 m. Arrosé par un autre modeste affluent du Vicoin, ce territoire est limité, à l'ouest, par un ruisseau qui sort de l'étang de Montjean et qui amène les eaux de cette région à l'Oudon.

### Communes limitrophes
| Loiron-Ruillé | Saint-Berthevin | Saint-Berthevin      |
| Montjean      | Ahuillé         | Montigné-le-Brillant |
| Courbeveille  | Astillé         | Montigné-le-Brillant |

### Climat
Pour des articles plus généraux, voir Climat des Pays de la Loire et Climat de la Mayenne.
En 2010, le climat de la commune est de type climat océanique altéré, selon une étude du CNRS s'appuyant sur une série de données couvrant la période 1971-2000. En 2020, Météo-France publie une typologie des climats de la France métropolitaine dans laquelle la commune est exposée à un climat océanique et est dans la région climatique Bretagne orientale et méridionale, Pays nantais, Vendée, caractérisée par une faible pluviométrie en été et une bonne insolation.
Pour la période 1971-2000, la température annuelle moyenne est de 11,1 °C, avec une amplitude thermique annuelle de 13,7 °C. Le cumul annuel moyen de précipitations est de 779 mm, avec 12,6 jours de précipitations en janvier et 7,1 jours en juillet. Pour la période 1991-2020, la température moyenne annuelle observée sur la station météorologique de Météo-France la plus proche, sur la commune de Cossé-le-Vivien à 9 km à vol d'oiseau, est de 12,0 °C et le cumul annuel moyen de précipitations est de 796,1 mm,. Pour l'avenir, les paramètres climatiques de la commune estimés pour 2050 selon différents scénarios d'émission de gaz à effet de serre sont consultables sur un site dédié publié par Météo-France en novembre 2022.

## Urbanisme

### Typologie
Au 1er janvier 2024, Ahuillé est catégorisée bourg rural, selon la nouvelle grille communale de densité à sept niveaux définie par l'Insee en 2022.
Elle est située hors unité urbaine. Par ailleurs la commune fait partie de l'aire d'attraction de Laval, dont elle est une commune de la couronne,. Cette aire, qui regroupe 66 communes, est catégorisée dans les aires de 50 000 à moins de 200 000 habitants,.

### Occupation des sols
L'occupation des sols de la commune, telle qu'elle ressort de la base de données européenne d’occupation biophysique des sols Corine Land Cover (CLC), est marquée par l'importance des territoires agricoles (89,6 % en 2018), en diminution par rapport à 1990 (90,7 %). La répartition détaillée en 2018 est la suivante : terres arables (48,1 %), prairies (27,7 %), zones agricoles hétérogènes (13,8 %), forêts (8 %), zones urbanisées (2,5 %). L'évolution de l'occupation des sols de la commune et de ses infrastructures peut être observée sur les différentes représentations cartographiques du territoire : la carte de Cassini (XVIIIe siècle), la carte d'état-major (1820-1866) et les cartes ou photos aériennes de l'IGN pour la période actuelle (1950 à aujourd'hui).

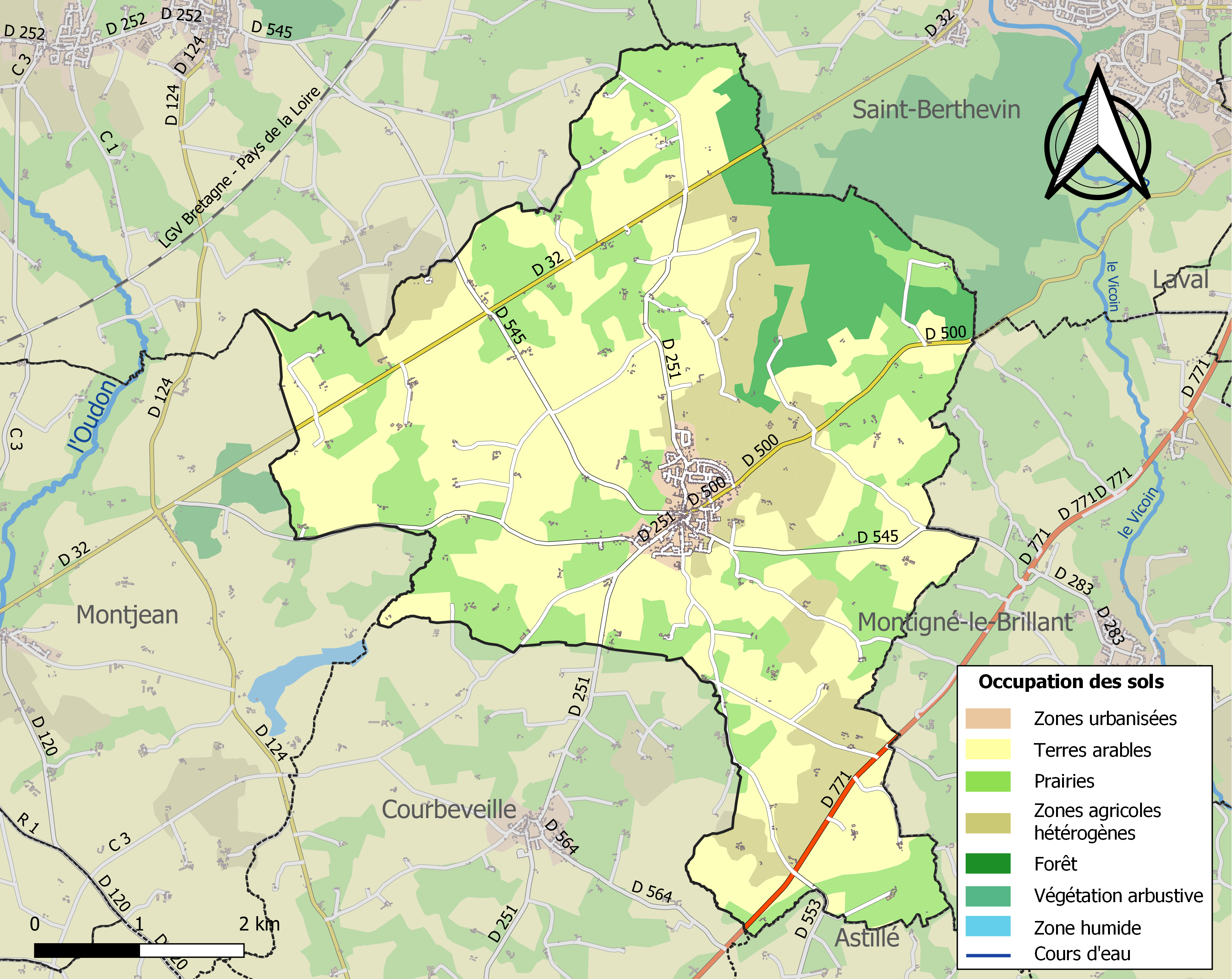
Carte des infrastructures et de l'occupation des sols de la commune en 2018 (CLC).

## Toponymie

### Attestations anciennes
Selon le Dictionnaire topographique du département de la Mayenne (Léon Maître) :
- Hiliaco en 615 (Test. Bertramni)
- de Hulliaco en 1067.

Albert Dauzat, dans son Dictionnaire étymologique des noms de lieux en France, indique, sans référence, la forme Auliaco en 643.
Le Dictionnaire historique, topographique et biographique de la Mayenne de l'abbé Angot donne les formes suivantes :
- Hilliacus (616)
- de Ahuillé (XIe siècle)
- Ahullé (1312)
- de Ahuilleyo (1405)
- Hauilleium (XVe siècle)
- Ahuillé (1488 et au XVie siècle)
- Ahullie (1512)
- Ayhuillé (1658)
- Eschullé (1658)
- Houillé (1677)

### Étymologie
Nom de domaine gallo-romain en -i-acum, dérivé d'un nom de personne. Si l'on ne tient pas compte de la forme de 616 qui semble être une cacographie, on peut y voir soit Apuleius, nom d'origine latine soit  Avilius ou Avelius, d'origine gauloise.
Dans ses Notes de toponymie mayennaise, Lucien Beszard signale que le nom se prononce « aouyé ».

### Microtoponymie
| - Aubrière (L’), f. - Barderie (La), f. - Barbes (La Grande), f. - Barbes (La Petite), f. - Basse-Cour, f. - Beau-Soleil, éc. - Bectrie (Betterie), f. - Bergerie, f. - Besnerie, f. - Beuréries (Les), f. - Bignon (Le Grand et le Petit), f. - Bignonière (La), f. - Biottière, - Blinière, - Bois-de-Brifilouse (fief de);disparue, vassal de la châtellenie de Courbeveille - Bois-Rond, f. - Bonicière, f. - Bottellerie, f. - Boudeloup, f. - Bourdineau, f. - Bourdinière (La), f. - Bruyère (La), f. - Cartrais (Le), f.; fief vassal de la châtellenie de Courbeveille - Chapelle-des-Piau (La), f. - Chapronnière, h. - Chatterie (La), f. - Chaumière (La), f. - Chaussée (La), f.; donne son nom à un ruisseau affluent de celui de Gouillas - Chêne (Le Gros), f. - Chenillière (La), f. - Chevallerie, f. - Clairet, f. - Clairet (Petit), éc.; Le lieu du Claray, 1443 (arch. nat. P. 343) - Clémencerie (La), f.; On dit aussi la Clémencière - Cogonière (La Grande et la Petite), f. - Compagnière, f.; Fief vassal du Comté de Laval - Cordrais, f. - Cormerie (La), f. | - Cosnuère, f. - Couaillerie, f.; On écrit aussi la Coillerie - Coudoie, f.; Moulin de Couldoye, 1443 (arch. nat. P. 343, cote 1033) - Creusière, - Croix Blanche, - Crossardière, f. - Cruche (la), f. - Daguenière (La), f. - Damoissière (La), f.; La Damoicière (Cassini) - Écabot, - Effourneau (l’), - Énaudais (L’) - Érable (Les Haute et Basse), f. - Étrogné, f. - Foucherie, h. - Fougerolles, f. et vill.; Fief vassal du Comté de Laval - Four-Ferbé, f. - Four-Percé, f. - Fouteau Hubert, f. - Friche (le), f. - Frilouzière (La) ou Filouzière, f. - Gascaigne, f. - Gaste (la), f. - Gaulerie, f. - Gautherie ou Gautrie (la), f. - Geolière (la), f.; La Jolière, 1866 (rôles de dénombrement) - Girandière (les Grande et Petite), f. - Girardière, f. - Gouérie, f. - Gouillas (le Bas et Haut), f., étang et min; Le moulin, chaussée et étang de Goulias , 1443 (arch. nat. P 343, cote 1033). Le ruiss. de Gouillas et de la Paillardière est un affluent du Vicoin. - Graverie, f. - Gué de l’Aulne, éc. - Guerche (la), f. - Guésière, f. - Guinodière, f.; Lieu de la Quenaudière, 1440 (arch. nat. P 401). — On dit aussi la Guinaudière. Fief vassal de la châtell. de Courbeveille. | - Guitraudière, f. - Haguenière (étang de la) - Haie (la), f. - Hardonière, f. - Hasonnaillier, f. - Harirais, h. - Hermitage (l’), f.; Le prieuré de Saint-Laurent-de-l'Hermitage, sis en la forêt de Concise, dépend. de l'abb. de la Trinité de Vendôme et relevait féodalement du prieuré de Saint-Clément de Craon. - Herpinière, f. - Houche (la), - Houx (le), f.; détruite en 1833 - Hunaudais, f. - Hutinière, f.; donne son nom à un ruisseau affluent de celui des Rochettes - Jacottière (la), h. - Jollière, - Jousse, Chât. et f. - Jurézière, h. - Kerbrune, - Lande (Petite), f. - Landes (les), f. - Landes-Guibert (les), h.; étang aujourd'hui desséché - Lice (la), f. - Loge (La Grande), h. - Maison-Blanche, - Maison-du-Houx, f. - Maison-de-l’Allée, - Maison-Neuve, - Martinières (les), h. - Melleray (Petite), - Melleray, f. - Ménardrie ou Ménardière, f. - Mezollerie, f. - Montanée ou Motannée, f. - Morière, f. - Motte-Marcou, f.; fief du comté de Laval - Oberdière, - Paillardière, étang et min; Le ruisseau de la Paillardière ou de Gouillas est un affluent du Vicoin. | - Patereau, étang et min - Pavillon, - Pérette, - Pillière ou Pelinière, f. - Pinson, f. - Pissoizon ou Pisse-Oison, f. - Plessis (le), f.; Ce nom indique le plus souvent l'emplacement d'un ancien manoir féodal et le siège d'une seigneurie. - Poulinière, f. - Poupelière, f. - Préhardier ou Pré-Hardier, f. - Provôterie, château et fief; donne son nom à un ruisseau affluent de celui de Gouillas. Fief vassal de la châtellenie de Laval - Puits-Neuf, f. - Quatre-Chemins (les), éc. - Ragotterie ou Ragottière, f. - Reuzerais (les), f. - Ribaudière, f. - Ricordière, f. - Rivières, f. - Roche (la), h. - Rochette (la), f. - Roguinière (Grande), f.; fief vassal de la châtellenie de Courbeveille - Roguinière (Petite), f. - Roserais ou Rosière, f. - Roue (la), éc. - Rougerie, f. - Rue-du-Pont, - Tarquin, min - Théanerie, f.; donne son nom à un ruisseau affluent de celui de Gouillas - Tremblée, f. - Trois Piquets, - Valette, f. - Vannerie, f. - Vieille-Loge, éc. - Vieux-Cour, Chât., étang et f.; Le Plessis de la Vielcourt, XIVe siècle (Arch. nat. P 345) |

## Histoire
(6 août 2009).
L'histoire de la commune est connue à travers l'ouvrage de l'abbé Angot.

### Origine et nom
Ahuillé est citée dès 616, sous le nom de Hiliacus, dans le testament de saint Bertrand. À cette époque, ce n'était qu'un village qui appartenait à un homme noble, Babison. Celui-ci le vendit à l'évêque qui le donna à la basilique des apôtres Saint-Pierre et Saint-Paul. Ensuite, on trouve Auliaco en 643.
Une charte de l'abbaye de Saint Vincent datant de la fin du XIe siècle, 
mentionne le nom de Halen de Ahuillé qui fut l'un de ses témoins. À cette époque, le nom ne désignait souvent que l'origine du personnage et non un titre seigneurial.

### Seigneurs
En 1222, Sylvestre de Scépeaux donnait quelques dîmes d'Ahuillé à l'abbaye de Clermont mais là encore, Sylvestre pouvait très bien posséder ces dîmes sans être le seigneur de la paroisse. Ce qui est sûr, c'est qu'Ahuillé eut les barons puis les comtes de Laval comme seigneurs. Veuve d'André de Laval, Eustache de Beauçay, dame d'Olivet, s'y fit rendre compte des amendes de Courbeveille et d'Ahuillé. En 1333, sa petite-fille, Jeanne de Laval, devait reporter ses terres à la branche aînée de la maison de Laval et, depuis cette date, les sires de Laval furent seigneurs fondateurs d'Ahuillé. Leur écusson figurait au grand autel de l'église.
Vers 1760, Jean-Bretagne-Charles-Geodefroy de La Trémoille cédait la seigneurie paroissiale, en échange des droits qu'il possédait dans la forêt de Concise, à François Leclerc de la Provôterie. Le duc de La Trémoille — qui se réservait uniquement le droit de prééminence dans l'église lorsqu'il se trouvait à Ahuillé — déclara que la seigneurie de paroisse relèverait de Laval sous la même foi que la Provôterie.

### Moyen Âge
Au commencement du XVe siècle, le patronage de la Cure connut un sérieux litige, qui opposa l'évêque du Mans, Adam Chastelain, et les moines de l'abbaye de Marmoutier. Les religieux prétendirent qu'Hamelin, évêque du Mans (1190-1214), leur avait donné ou confirmé le droit de présentation sur l'église d'Ahuillé. L'évêque du Mans affirma au contraire que cette paroisse  figurait dans les registres authentiques de son évêché ; elle comptait au nombre de celles dont il disposait de plein droit. Il ajoutait que la disposition des bénéfices ecclésiastiques lui appartenait de plein droit. L'évêque contestait également l'authenticité et la valeur de la charte d'Hamelin, une charte qui n'existait nulle part ailleurs que dans les archives particulières des religieux, une charte qui contenait plusieurs affirmations inexactes, sans porter d'indication de date et de lieu. Le « métropolitain » se prononça en faveur de l'évêque du Mans, mais il laisse aux moines la possibilité de se pourvoir en appel devant le pape. Ce qu'ils firent mais sans succès, puisque cette cure resta au nombre de celles dont l'ordinaire disposait de plein droit…jusqu'en 1668.
Au cours de son histoire, cette localité fut particulièrement marquée par les guerres de Religion. Dès 1562, elle subit le contrecoup des troubles qui éclataient à Craon et ses habitants durent aller monter la garde aux portes de Laval. Pillés et rançonnés par les gendarmes de divers partis qui passaient et repassaient dans le bourg, ses habitants se contentèrent d'abord de s'enquérir de leur marche ou de porter des présents à Laval, à Montjean ou à Vitré pour les écarter de leur région. Ils finirent par fortifier leur église de fossés et de murs solides ; ils en firent un « fort de guerre » qui fut commandé, de 1589 à 1593, par Chape (ou Chapetembourgt). Lorsque la guerre cessa, Ahuillé dut lutter contre les assauts de la contagion et on invoqua la Vierge, saint Sébastien et saint Roch « par des marques d'une dévotion aussi originale que touchante », celles de prénommer des enfants Marie, Roch ou Sébastien.
En 1668, l'évêque du Mans décida sous l'influence de Pierre Bureau de réunir en une seule, les deux portions de l'église de la Trinité de Laval. Il abandonna la présentation de l'église d'Ahuillé au chapitre de Laval en échange de la portion de la Trinité qui était à sa disposition.

### Révolution française
Dans leurs cahiers de doléances de 1789, les habitants demandaient la suppression totale de la gabelle, « source de désordre, de brigandages et de meurtres », et le dégrèvement de l'élection de Laval, accablée d'impôts disproportionnés; ils voulaient également que leur municipalité obtienne le droit de surveiller et de fermer les cabarets clandestins, les « musse-pots où l'on vend à boire encore plus la nuit que le jour, où la jeunesse des deux sexes se corrompt ». Ils souhaitaient aussi la suppression des « assemblées », « occasions de débauche et de querelle entre les habitants des diverses paroisses qui s'y réunissaient, etc. ».
Sous la Révolution, ces habitants furent réfractaires aux idées nouvelles. Ils essuyèrent les attaques des gardes nationales de Cossé, Courbeveille et Cosmes. Celles-ci se signalaient déjà, dans la localité, par le pillage et la dévastation, le 13 septembre 1792 et les administrations du département durent admonester elles-mêmes toutes ces milices peu dociles.
Dès l'arrivée de « Jambe-d'Argent » dans cette région, en avril 1794, la commune forma un bataillon dont elle confia le commandement à Noël Jamois dit "Placenette", capitaine de bataillon nommé par Jean-Louis Tréton dit "Jambe d'Argent".
Quelques jours après la bataille de la Châtaigneraie de la Bodinière, les frères Herminier, le 13 avril suivant, jour du dimanche des Rameaux, attaquent avec Jambe-d'Argent le détachement caserné dans l'église de Nuillé-sur-Vicoin. Enthousiasmés par leur succès et ayant supposément bu plus que de raison, les bataillons de Jean Bezier et Noël Jamois s'en prennent alors au poste républicain local d'Ahuillé, mais l'opération, menée de façon désordonnée contre l'avis de Jambe d'Argent, se solde par un échec, les chouans ne réussissant pas à déloger les républicains de l'église où ils s'étaient retranchés.  À la suite de ce combat où plusieurs Chouans perdirent la vie, ou sont blessés comme Pierre Mongazon, Jean Bouvet et autres officiers municipaux de la commune, « repaire de Chouans », accusés de complicité avec eux, « sinon directement au moins par insouciance contre-révolutionnaire », sont « assuretés par mesure de sûreté ».
En août 1794, Ahuillé compta au nombre des quatorze cantonnements désarmés, dans la même journée par Jambe d'Argent. Le 10 avril 1795, la commune subit le pillage, dans des circonstances atroces, des troupes de Laval. À cette époque, tous les chemins de la région étaient obstrués par les arbres que les Chouans avaient abattus. En 1799, 300 insurgés occupaient le bourg.

## Population et société

### Démographie
L'évolution du nombre d'habitants est connue à travers les recensements de la population effectués dans la commune depuis 1793. Pour les communes de moins de 10 000 habitants, une enquête de recensement portant sur toute la population est réalisée tous les cinq ans, les populations de référence des années intermédiaires étant quant à elles estimées par interpolation ou extrapolation. Pour la commune, le premier recensement exhaustif entrant dans le cadre du nouveau dispositif a été réalisé en 2005.
En 2022, la commune comptait 1 864 habitants, en évolution de +2,87 % par rapport à 2016 (Mayenne : −0,73 %, France hors Mayotte : +2,11 %).
| 1793  | 1800  | 1806  | 1821  | 1831  | 1836  | 1841  | 1846  | 1851  |
| ----- | ----- | ----- | ----- | ----- | ----- | ----- | ----- | ----- |
| 1 402 | 1 001 | 1 350 | 1 579 | 1 408 | 1 439 | 1 479 | 1 546 | 1 543 |

| 1856  | 1861  | 1866  | 1872  | 1876  | 1881  | 1886  | 1891  | 1896  |
| ----- | ----- | ----- | ----- | ----- | ----- | ----- | ----- | ----- |
| 1 491 | 1 408 | 1 372 | 1 355 | 1 382 | 1 392 | 1 310 | 1 314 | 1 250 |

| 1901  | 1906  | 1911  | 1921  | 1926  | 1931 | 1936 | 1946 | 1954 |
| ----- | ----- | ----- | ----- | ----- | ---- | ---- | ---- | ---- |
| 1 140 | 1 142 | 1 150 | 1 022 | 1 042 | 972  | 964  | 971  | 942  |

| 1962 | 1968 | 1975 | 1982  | 1990  | 1999  | 2005  | 2006  | 2010  |
| ---- | ---- | ---- | ----- | ----- | ----- | ----- | ----- | ----- |
| 902  | 841  | 885  | 1 454 | 1 399 | 1 379 | 1 662 | 1 717 | 1 839 |

| 2015  | 2020  | 2022  | - | - | - | - | - | - |
| ----- | ----- | ----- | - | - | - | - | - | - |
| 1 806 | 1 844 | 1 864 | - | - | - | - | - | - |

### Enseignement
École Suzanne-Sens et école Sainte-Marie.

### Sports
Clubs de football, badminton, tennis, yoga, randonnée, cyclisme, gymnastique.

### Santé
Professions médicales.

### Écologie et recyclage
- Collecte sélective (3 points d'apport volontaire dont deux en zone artisanale) :
  - conteneur jaune pour plastique, métal, tétrabrique
  - conteneur vert pour verre
  - conteneur bleu pour papier, cartons, journaux
- Déchèterie acceptant : encombrants (meubles, canapés, literie, moquettes, mobiliers de jardin...), déchets verts (branchages, pelouses...), ferraille (pièces de voitures, armatures métalliques...), verre, carton, journaux, magazines, bouteilles et flaconnages plastiques.

## Économie
XVIIe siècle
Partagé entre 44 métairies vers la fin du XVIIe siècle, il se composait alors d'un tiers de bois, d'un huitième de landes, d'un vingtième en étangs, le reste, en terres cultivées ou en prés, produisait de l'avoine, du seigle, du sarrasin. Vers la fin du XVIIIe siècle, on abandonna peu à peu la culture du froment, une culture qui devint si rare que le curé dé la paroisse, M. de Vauguyon, se vit dans l'obligation d'acheter cette céréale pour nourrir car la dîme prélevée sur le froment ne suffisait plus.
XVIIIe siècle
Malgré l'étendue des bois qui couvraient Ahuillé, les habitants demandèrent en 1789, « qu'on oblige les blanchisseurs et ceux qui utilisent des fourneaux, à user de charbon de terre, afin de faire diminuer le prix du bois, qu'on paye en campagne 11 et 12 livres la charretée ». Au cours du XVIIe siècle, 20 ans après la construction de la route de Laval à Cossé, M. Duchemin, sieur de la Blachenotière, supprima le chemin qui reliait son moulin à la nouvelle route. Ce chemin qui se prolongeait vers Montigné appartenait au roi et au public. Il fut l'objet d'une plainte que le meunier de Terequin déposa devant l'intendant de Tours. Il écrivait : « C'est un grand chemin à tout usage, ayant jusqu'à 40 pieds de large, servant de communication entre Ahuillé, Courbeveille et Laval, Montigné, Nuillé et Cossé… et Loiron où il y a des foires ».
XXe siècle
Au début du XXe siècle, la commune comptait 155 métairies, closeries et habitations ; de nos jours elle possède des bois, des pâturages et des étangs ; ses agriculteurs s'adonnent à la pratique de la polyculture et à l'élevage des bovins et des porcins.
De nos jours, il existe deux zones artisanales : la zone artisanale de la Friche et celle de la Girardière.

## Jumelages
- Gundremmingen (Allemagne) depuis 1983[33]

## Culture locale et patrimoine

### Lieux et monuments
- L'église Notre-Dame-de-l'Assomption, reconstruite au XIXe.
- Croix de mission XIXe. Implantée dans le cimetière actuel en 1843, elle prend appui sur une colonne en marbre rose de Saint-Berthevin d'une hauteur de 4,60 m.
- Monument aux morts.
- Le menhir de la Pierre-du-Fau.
- L'Ermitage, château et lieu-dit.
- Château de la Provôterie.
- Château de la Barbottière.
- Château de la Vieux-Cour (ou la Vieucour).
- Château de la Poupelière.
- Château de La Provostraye XVIIe.

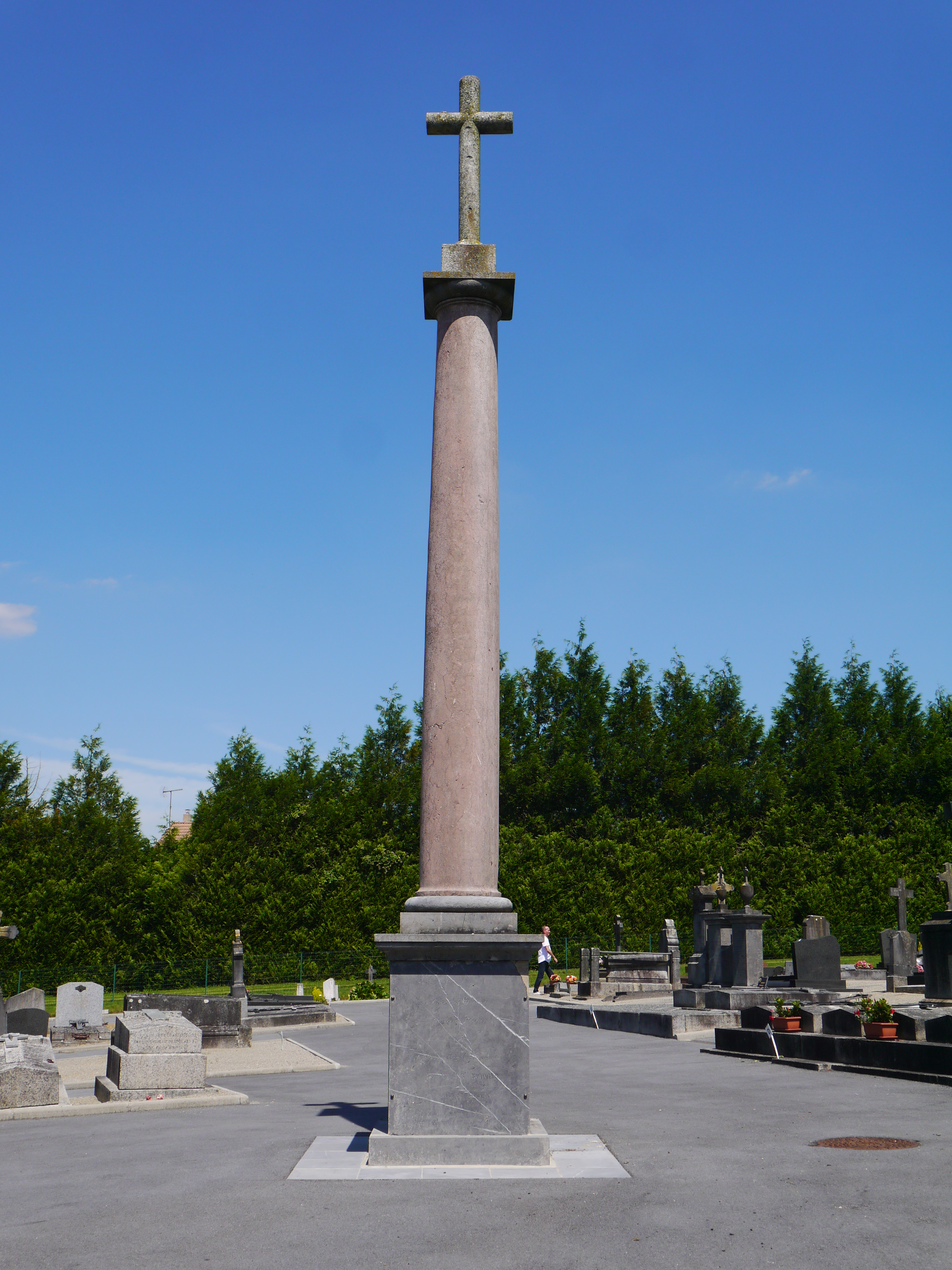
La croix de mission.
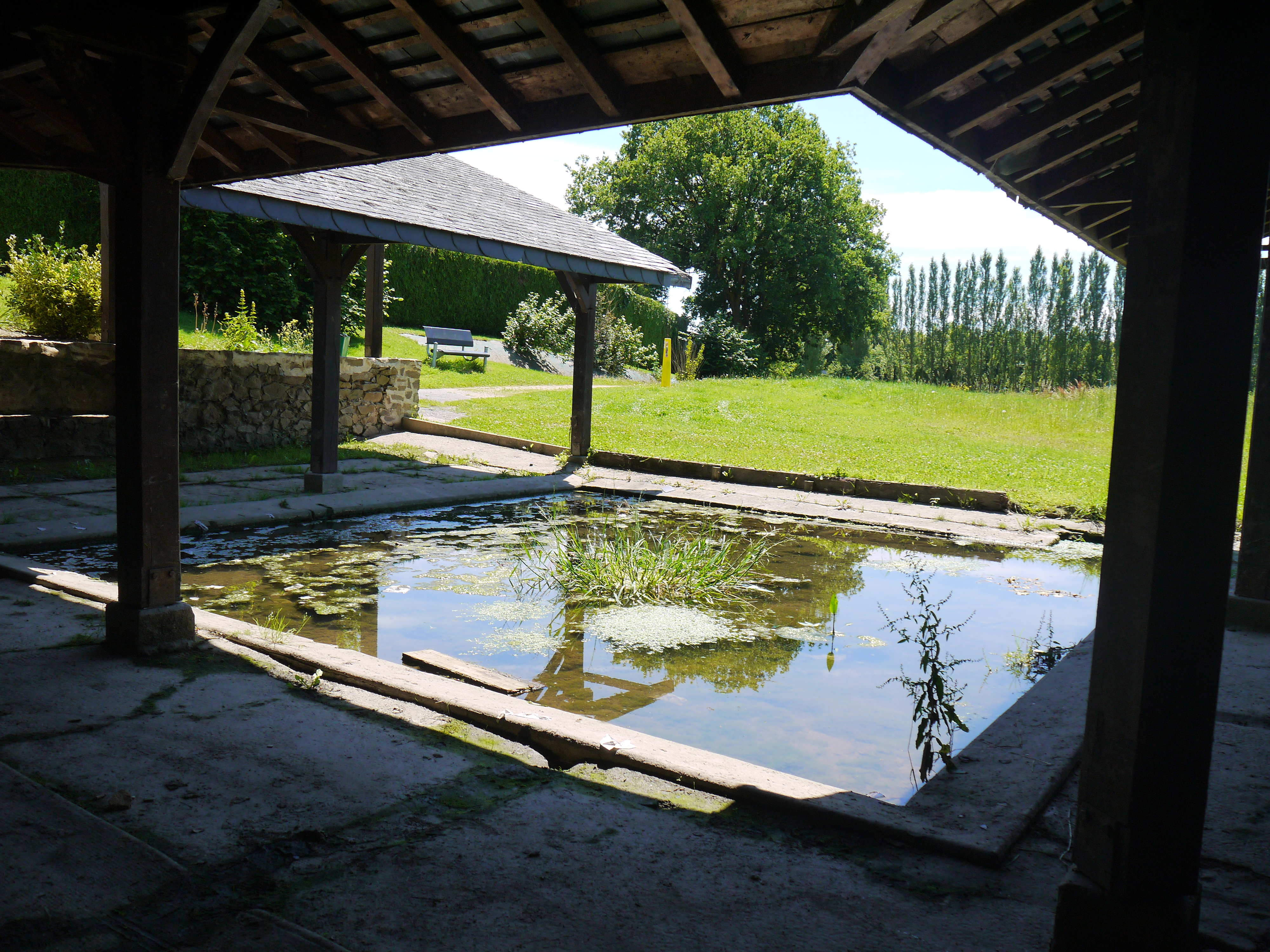
Le lavoir.
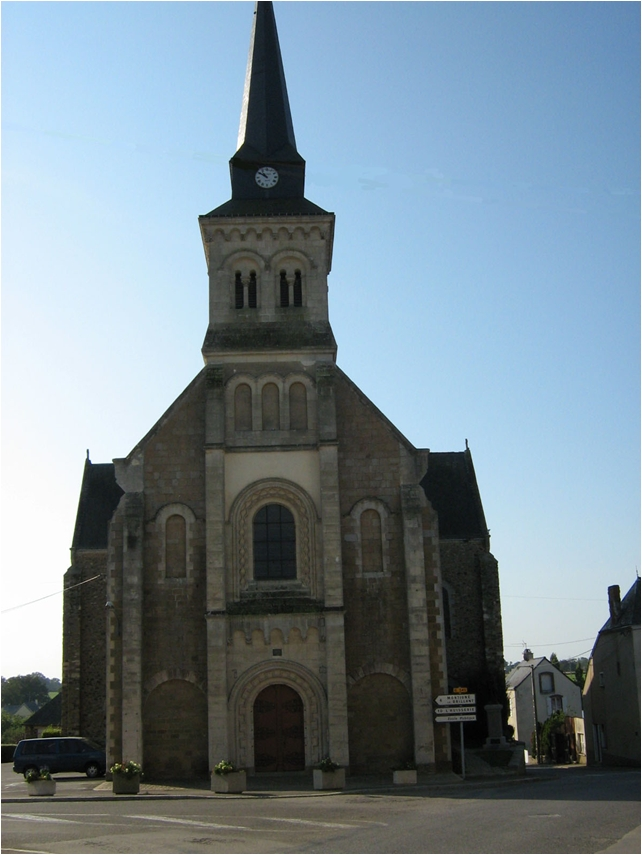
L'église Notre-Dame-de-l'Assomption.

### Personnalités liées à la commune
- Gustave Barrier (1860 à Ahuillé - 1932), écrivain et religieux ;
- Édouard Sorin (1814 à Ahuillé - 1893), fondateur de l'université Notre-Dame aux États-Unis.